# Erdei szellőrózsa
Az erdei szellőrózsa (Anemone sylvestris) a boglárkavirágúak (Ranunculales) rendjébe, ezen belül a boglárkafélék (Ranunculaceae) családjába tartozó faj. Németül „sztyeppi szellőrózsának” is hívják, és Németországban reliktum fajként védik.

## Előfordulása
Főleg Közép-Európában gyakori; északon Dél-Svédországig terjed. Magyarországon többek közt a Gödöllői-dombság területén él, valamint a Cserhátban fordul elő.

## Megjelenése
A berki szellőrózsához (Anemone nemorosa) hasonló évelő növény, attól főleg mérete különbözik. A Magyarországon sokkal ritkább hármaslevelű szellőrózsával sem lehet összetéveszteni, hiszen tőle is sokkal magasabb. Magassága 20-50 centiméter, szára bozontosan szőrös. Virágai is nagyobbak, átmérőjük 4-7 centiméter. Gyöktörzse függőlegesen helyezkedik el a talajban. Levelei tőállásúak, kerekdedek, tenyeresen tövig szeldeltek, újból bevagdalt szeletekkel, szélességük elérheti a 10 centimétert. A száron 3 gallérozó fellevél fejlődik, fölöttük egyetlen, illatos virággal. Termése fehéren gyapjas.
Mérgező növény.

## Életmódja
Az erdei szellőrózsa napfényes erdők, főleg tölgyesek, erdőszélek, cserjések, közepesen száraz gyepek lakója. Melegkedvelő növény, laza, tápanyagban gazdag, meszes talajokon nő 1200 méter magasságig.
Április–június között virágzik.

## Képek

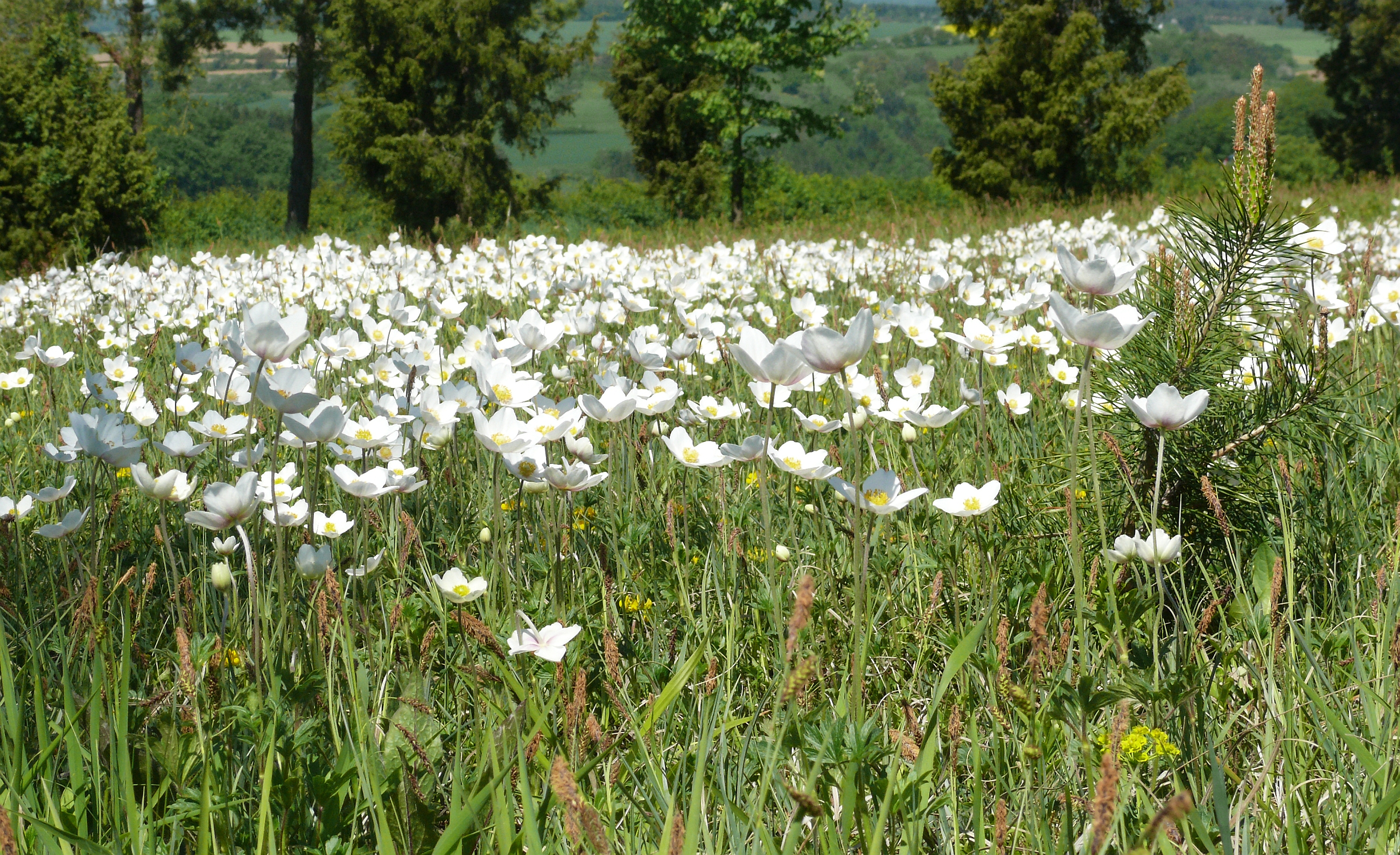
Erdei szellőrózsa mező
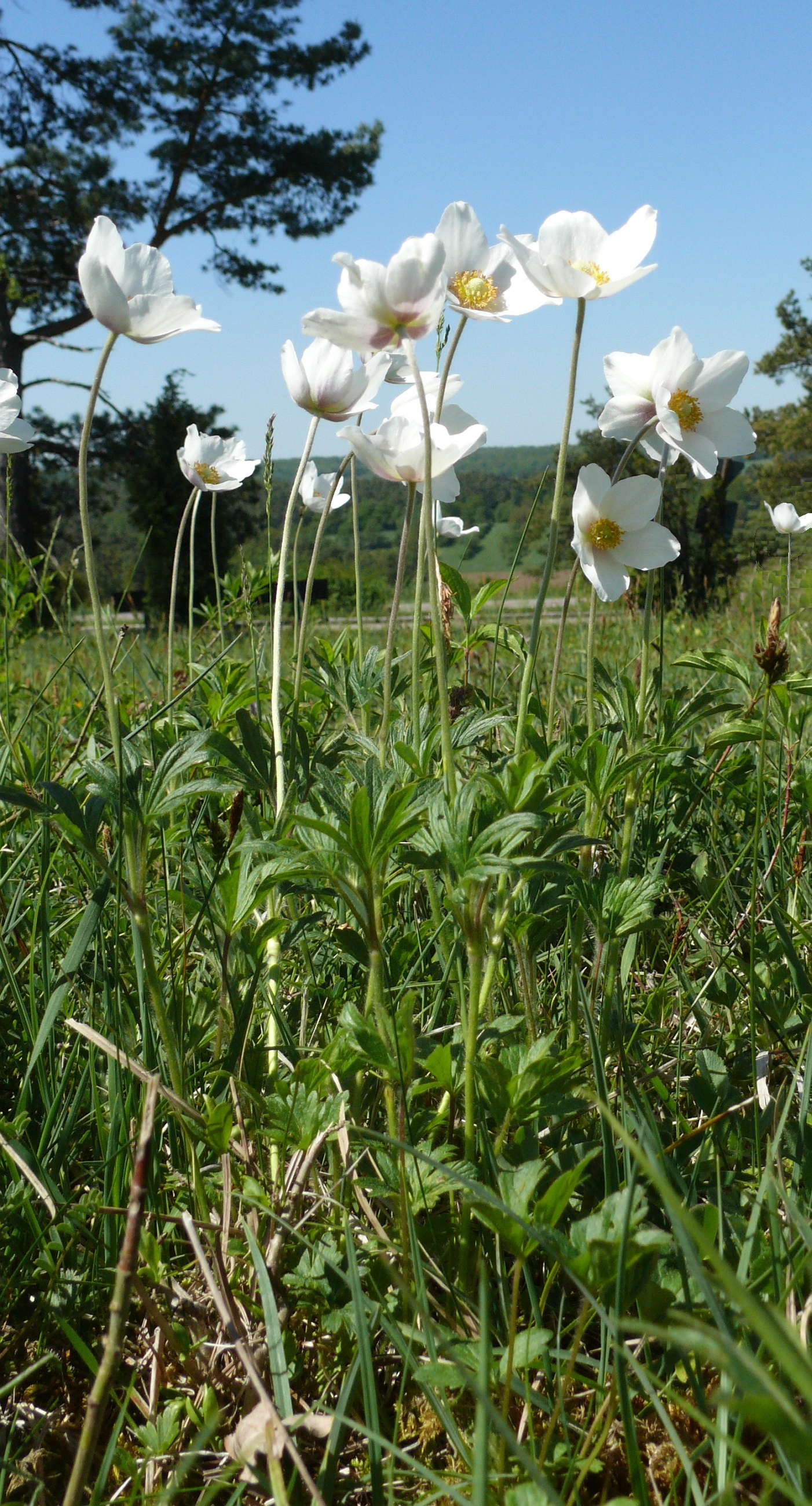
Habitusa
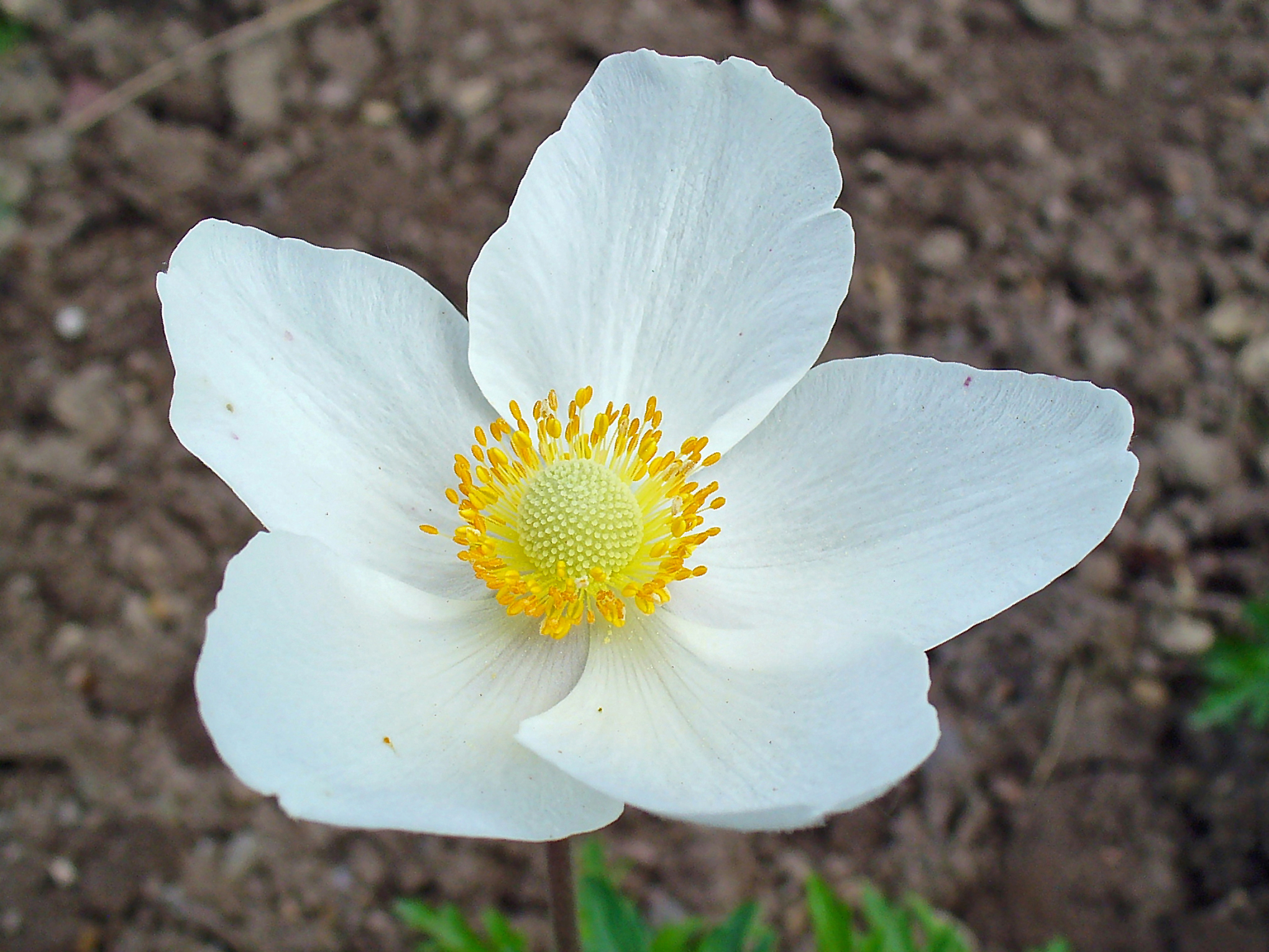
Virága
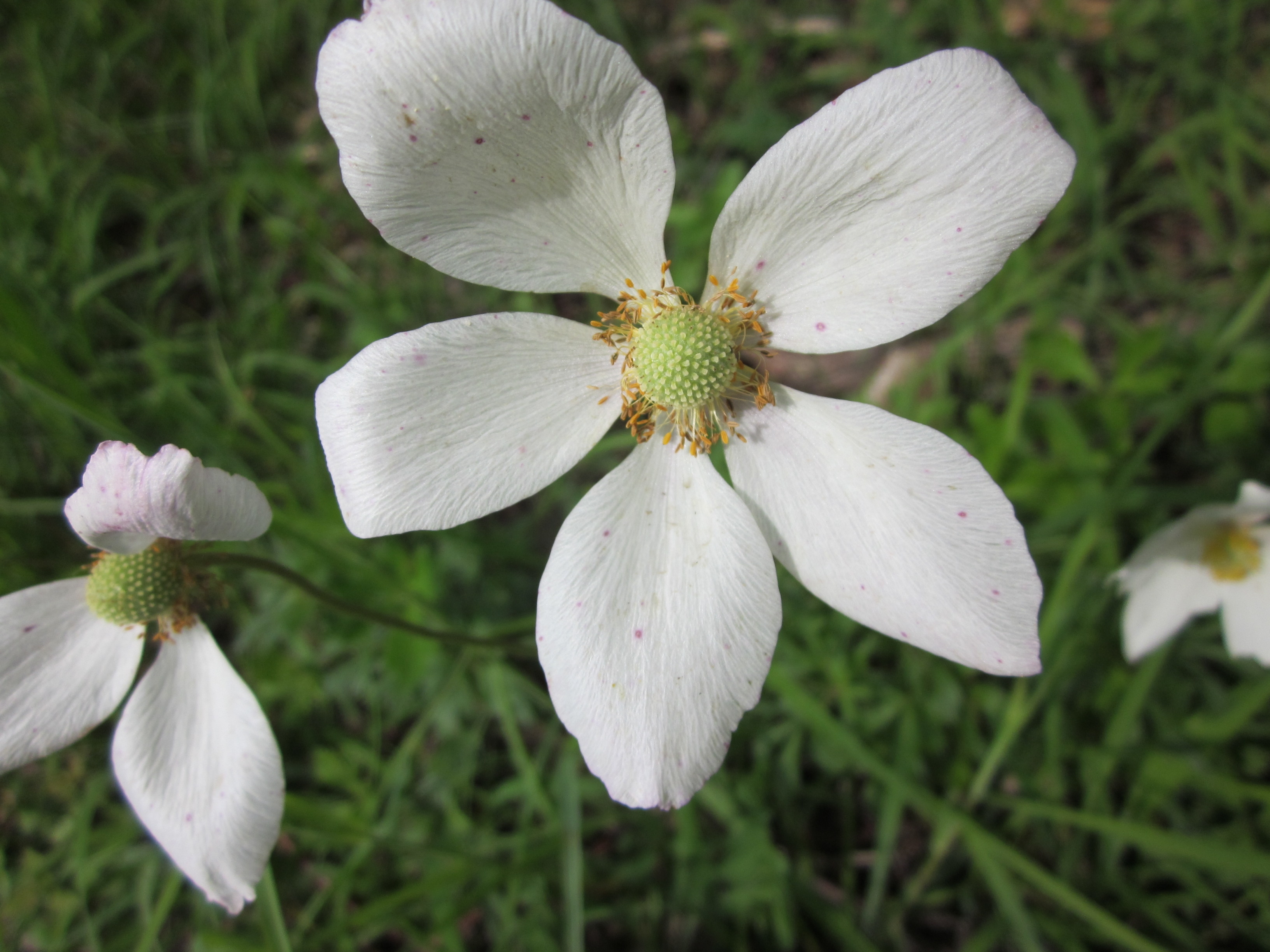
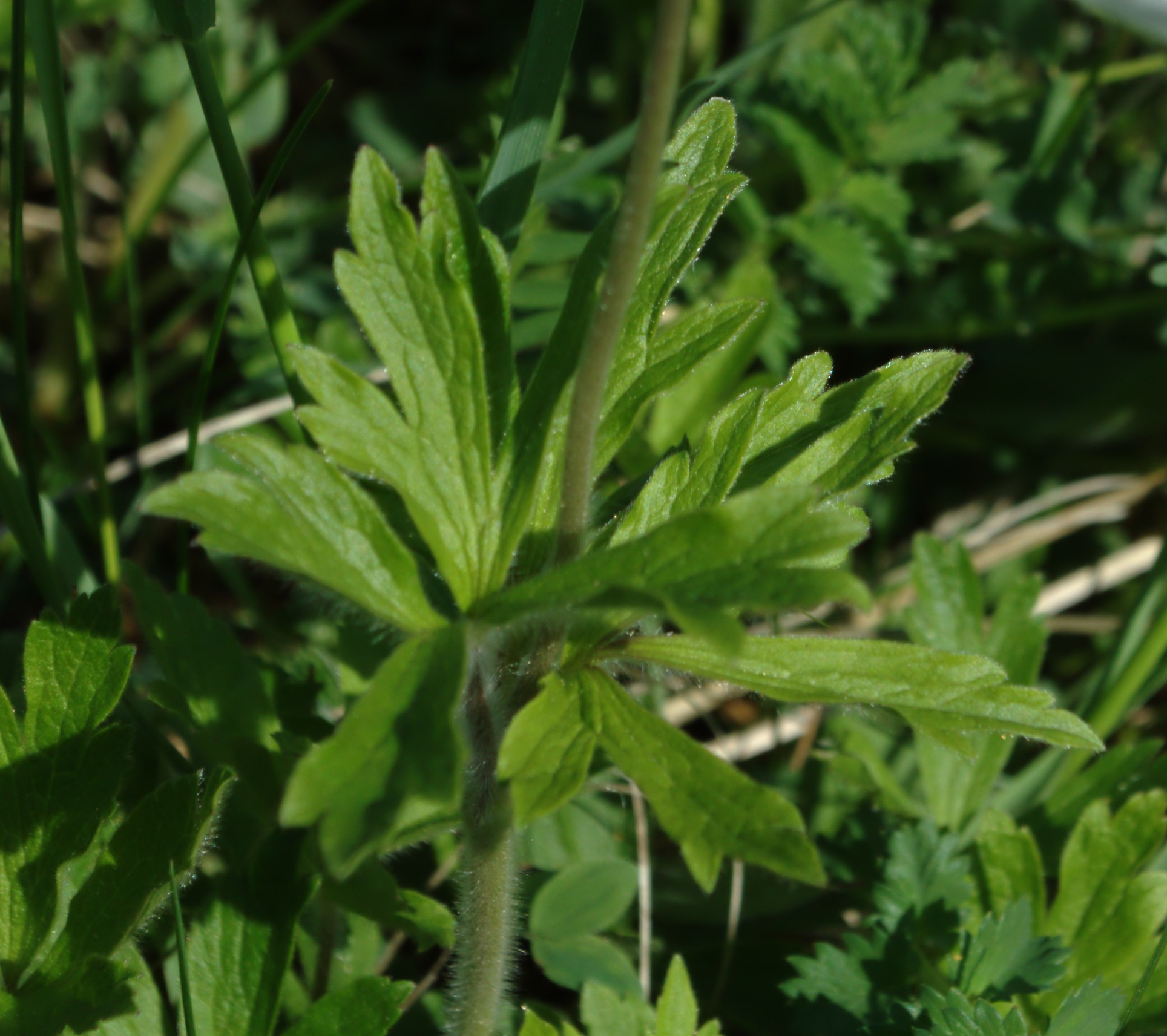
Levelei
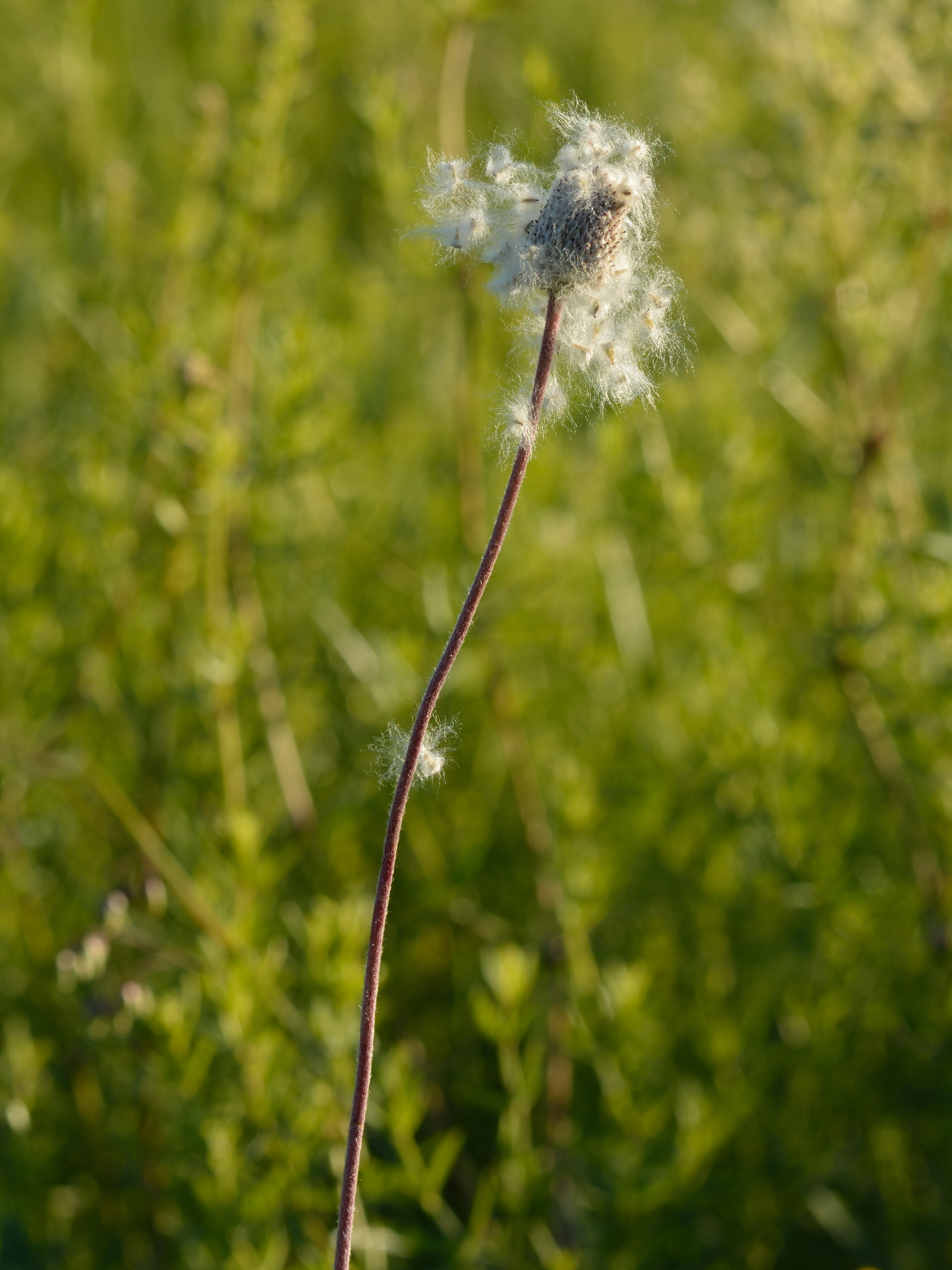
Termései